# Osso alveolar
O Osso alveolar é uma camada delgada que circunda a raiz dos dentes, mantendo-os seguros contra bacterias da gengivite devido a inserção das fibras colágenas do ligamento periodontal. É também chamado de osso maseirmo ou lâmina dura.
Consiste no tecido ósseo o qual da sustentação aos dentes.
O osso alveolar pode ser considerado um tecido conjuntivo especializado mineralizado, composto basicamente por 33% de matriz orgânica e 67% de cristais de hidroxiapatita. Além de manter a estrutura dentária no arco, o osso alveolar também tem função de proteção, locomoção e reservatório.
Logo antes da mineralização, os osteoblastos iniciam a produção de vesículas de matriz. Essas vesículas contém enzimas, tais como a fosfatase alcalina, que ajudam a iniciar a enucleação de cristais de hidroxiapatita. Esses cristais crescem e se desenvolvem-se, formando nódulos ósseos coalescentes, os quais, com fibras colágenas em rápido desenvolvimento e desorientadas, são a subestrutura do osso lamelar e o primeiro osso formado no alvéolo. Mais tarde, através da deposição óssea, remodelação e secreção de camadas de fibras colágenas orientadas, o osso lamelar maduro é formado.
Os cristais de hidroxiapatita estão geralmente alinhados com seus longos eixos paralelos às fibras colágenas, e pertencem ser depositadas sobre os pesados esforços mecânicos aplicados durante a função.
O osso alveolar desenvolve-se ao redor de cada folículo dentário durante a odontogênese. Quando um dente decíduo fica incluso, o osso alveolar é reabsorvido. O dente permanente sucessor movimenta-se para o lugar, desenvolvendo seu próprio osso alveolar a partir do seu próprio folículo dentário. À medida que a raiz dentária se forma e os tecidos circundantes desenvolvem-se amadurecem, o osso alveolar funde-se com o osso basal de desenvolvimento separado w os dois tornam-se uma estrutura contínua. Apesar de o osso alveolar e o osso basal terem origens intermediárias diferentes, ambos são derivados da crista neural ectomesenquimal.
O osso basal da mandíbula inicia a mineralização na saída no nervo mentoniano dos forames mentonianos, enquanto o osso basal da maxila inicia na saída do nervo infra-orbital do forame infra-orbital.